# Kerk van Pötnitz
De Kerk van Pötnitz (Duits: Pötnitzer Kirche) is een protestants kerkgebouw in het voormalige dorp Pötnitz en tegenwoordige stadsdeel Mildensee in het oosten van de stad Dessau-Roßlau (Saksen-Anhalt).
Het grote kerkgebouw werd in de 12e eeuw van baksteen gebouwd. Ofschoon het gebouw in de loop der tijd verbouwingen onderging, is ook tegenwoordig de romaanse bouwstijl nog te herkennen. In de 19e eeuw liet Leopold III Frederik Frans van Anhalt-Dessau het gebouw door de Zwitserse bouwmeester Carlo Ignazio Pozzi in het huidige aanzien verbouwen. 
Sinds het einde van de Tweede Wereldoorlog bevinden zich hier drie schilderijen uit de voormalige Mariakerk van Dessau-Roßlau. De bekendste hiervan is het Avondmaalschilderij van Lucas Cranach de Jongere uit de 16e eeuw. De deelnemers aan het avondmaal met Christus zijn naast de kerkhervormers, waaronder Maarten Luther en Philipp Melanchthon, leden van de hertogelijke familie.